# Яицкое казачье восстание (1772)
Я́ицкое каза́чье восста́ние 1772 года (13 января — 6 июня) — стихийное выступление казаков Яицкого войска, непосредственным поводом к которому стали наказания и аресты, проведённые следственной комиссией генералов Давыдова и Траубенберга.
Яицкие казаки, долгое время пользовавшиеся относительной автономией благодаря удалённости от центра Московского царства, в течение XVIII века вступили в череду конфликтов с политикой Российской империи. Петербургские власти последовательно ограничивали самостоятельность войска в делах внутреннего устройства жизни казаков. Сворачивание основ демократического правления, отмена выборности атаманов и старшин привели к разделению войска на две неравные непримиримые части. Большинство казаков, так называемая «войсковая сторона», ратовали за возвращение старинных порядков, в то время, как «старшинская сторона», злоупотреблявшая властью благодаря отмене выборности, поддерживала правительственную политику. В 1769—1771 годах отказ от направления казаков на службу в регулярные воинские части и отказ отправиться в погоню за взбунтовавшимися и покинувшими пределы России калмыками привели к отправке в Яицкий городок правительственной следственной комиссии. Попытки проведения наказаний вызвали стихийный отпор казаков войсковой стороны. В январе 1772 года противостояние вылилось в открытый бунт. 13 января руководитель следственной комиссии генерал Траубенберг приказал открыть огонь по толпе казаков на улицах Яицкого городка, требовавших рассмотрения их требований. Было убито более 100 человек — мужчин, женщин и детей. В ответ казаки атаковали правительственный отряд, убили Траубенберга, многих из его офицеров и солдат, а также атамана войска и некоторых старшин.
Власть в мятежном войске перешла к выбранным войсковым представителям. Казаки не смогли прийти к единому мнению о дальнейших своих действиях. Умеренно настроенные призывали найти компромисс с правительством, радикально настроенные — стоять на полной независимости войска. Убедившись в невозможности привести вновь Яицкое войско к покорности путём переговоров, правительство Екатерины II распорядилось о направлении в мае на Яик войсковой экспедиции под командованием генерала Фреймана. В боях у реки Ембулатовки на границе войска 3—4 июня 1772 года казаки потерпели поражение. Решительными действиями Фрейман вернул большинство покинувших вместе с семьями Яицкий городок казаков, но многие зачинщики восстания смогли укрыться на дальних хуторах и в степи в междуречье Яика и Волги. В Яицком городке был размещён правительственный гарнизон, началось следствие, растянувшееся почти на год. Проекты жестокого приговора главным участникам восстания весной 1773 года вновь всколыхнули утихшие было мятежные настроения среди яицких казаков. И хотя Екатерина II значительно смягчила положения приговора, казаки не смирились со своим поражением и искали повод для нового выступления, который вскоре представился им с появлением самозванца Пугачёва.

## Яицкое казачье войско накануне восстания
Недовольство яицких казаков проводимой правительством политикой по ликвидации старинных вольностей войска накапливалось в течение всего XVIII века. В предыдущие десятилетия Яицкое войско сохраняло свою автономию и самоуправление благодаря удалённости и почти заброшенности на далёких азиатских рубежах российского государства, представляя собой буфер между казахами, ногаями, калмыками, башкирами, татарами. Это вынуждало казаков вести собственную политику, диктовавшуюся их собственными интересами. Периоды, когда казаки были вынуждены отражать набеги степняков, сменялись периодами, когда сами яицкие казаки самостоятельно предпринимали походы с целью грабежей кочевий и караванов. В этих условиях выборность атаманов и демократические начала устройства жизни казаков обеспечивали устойчивость и выживаемость войска. Но времена безраздельного хозяйства казаков на Яике к началу XVIII века закончились. Российское государство стало всё активнее вмешиваться как во внутреннее устройство жизни казаков, подчинив Яицкое войско Военной коллегии, так и в главный промысел на Яике — рыбную ловлю. В первой половине века на Яик одна за другой направляются комиссии для переписи казаков и сыска беглых. Вводится «регулярство» — определяется штат войска, порядок выплаты жалования, происходит фактическая отмена выборности атаманов и старшин. В войске произошёл раскол на старшинскую и войсковую стороны. Раскол углубился после введения в 1754 году государственной соляной монополии и начавшихся злоупотреблений откупщиков соляного налога из числа войсковой верхушки.

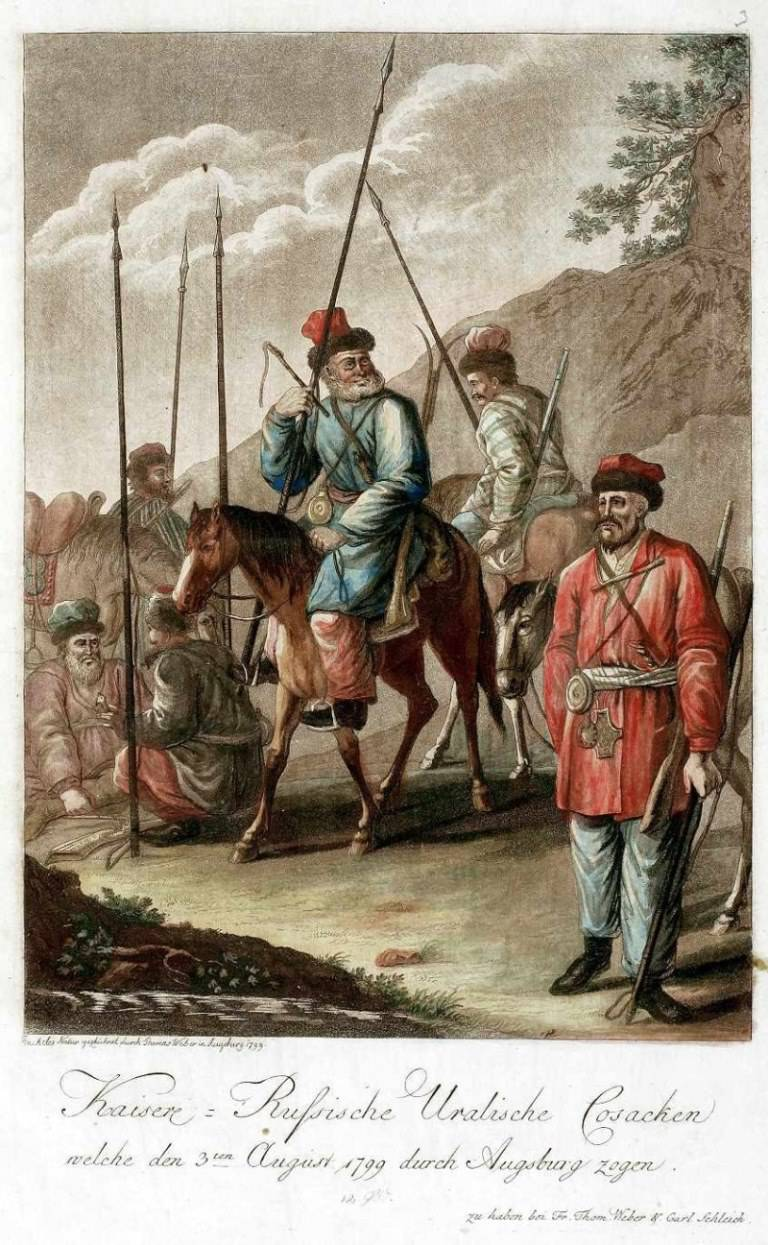
Яицкие казаки, XVIII век

С основанием Оренбурга и Оренбургского казачьего войска правительство получило мощные силовые рычаги воздействия на склонный к мятежам Яик. Резко возросла нагрузка на казаков в виде службы в отдалённых крепостях и в царских походах. Один из оренбургских генерал-губернаторов Василий Татищев предложил свой вариант реформы Яицкого войска: заменить «казацкую демократию» старшинскими советами разного уровня — «чрез что у них чины будут в большом почтении, а подлость в страхе»; заменить старинные казачьи традиции самоуправления уставом — «всего хуже то, что они никакого для суда закона и для правления устава не имеют, поступают по своевольству, не рассуждая, что им полезно или вредно; по обычаю, за бездельные дела казнят смертию, а важными пренебрегают». Проект Татищева, хотя и не внедрённый полностью, сформулировал генеральную линию империи на ликвидацию самобытности и самоуправления — «собрав лучших старшин, сочинить общий устав для донских, яицких, гребенских и волжских казаков…» Попытки противодействия этой политике привело к закреплению раскола в Яицком войске: «…ис присланных от старшин и казаков доношений усмотрено, что Яицкое войско, розделясь на две партии, выбирают себе атаманов необщими приговорами…» Невозможность смены неугодных атаманов и старшин стало причиной становления нового сословия внутри войска, провоцирует «войсковую старшину» на злоупотребление своим превосходством, приводит к значительному имущественному расслоению. Стремясь сохранить это положение, войсковая старшина фактически становится проводником политики царского правительства, так как оно гарантирует сохранение сложившегося положения вещей. Помимо атаманов и старшин по должности, формируется такое привилегированное сословие, как старшинские дети. Атаманы и старшина отбирают в свою пользу некогда общественные войсковые ресурсы — покосы и участки рыбной ловли. Как писали казаки в своих жалобах на атамана Меркульева: «Повсягодно казаки, собрав по 6 и по 7 тысяч подвод, отъезжают для ловли севрюг, причем почти всякой год атаманом бывает Меркульева сын, и лучшие к ловле места с согласниками своими захватывает, и налавливает на себя по 30 и по 40 подвод, а казаки по 2 и по 3 подводы, и тем терпят обиду…»
В 1769—1770 годах яицкие казаки воспротивились приказу направить несколько сот человек на формирование Терской пограничной линии в Кизляр, а также направлению казаков на службу во вновь формируемый Московский легион. Последний приказ возмутил даже атамана и старшин, так как служба в легионе налагала на казаков-староверов неприемлемые требования по ношению формы и бритью бород. В это же время Военная коллегия отказывает войску в поставке пороха и свинца, предлагая взамен готовые заряды в бумажных патронах, не подходящих имевшимся у казаков ружьям самых разных видов. Казаки посчитали это ещё одной попыткой внедрить ненавистное им «регулярство». В последний момент Военная коллегия разрешила казакам не брить бород и старшины попытались насильно отправить в Московский легион случайно выхваченных из казачьих рядов, чем лишь разожгли протестные настроения. Прямое неподчинение военному приказу, а также большое количество отправленных челобитных с жалобами от обеих, старшинской и войсковой, сторон вынудили оренбургского генерал-губернатора Рейнсдорпа в 1770 году отправить в Яицкий городок следственную комиссию во главе с генерал-майором И. И. Давыдовым (также в составе комиссии были генералы Потапов, Черепов, Брахфельд), в декабре 1771 года заменённым на генерала М. М. Траубенберга, в сопровождении отряда правительственных войск под командованием капитана гвардии Дурново. В период нахождения комиссии в Яицком городке в 1771 году, во время побега калмыков за пределы России, рядовые казаки отказались подчиниться новому приказу оренбургского генерал-губернатора отправиться в погоню.
В результате, следственная комиссия генерала Давыдова вынесла решение признать виновными в «ослушании» сразу более 2 тысяч казаков, из них главными возмутителями — 43 человека. В Военную коллегию в Петербург был выслан на утверждение приговор, гласивший, что 43 «закликальщика» должны быть наказаны шпицрутенами «через тысячу человек по десяти раз и отосланы в армию», что фактически можно было признать смертной казнью. Остальных признанных виновными казаков «наряжать в отдалённые команды без очереди по три раза». Приговор потряс казаков, из приговорённых к шпицрутенам задержать успели лишь 20 человек, 23 казака успели бежать. Остальные решили направить в Петербург депутацию из двадцати казаков во главе с сотником Иваном Кирпичниковым. В челобитной, вручённой Кирпичникову, были перечислены все обиды и несправедливости последних лет. 28 июня 1771 года казакам удалось подать жалобу Екатерине II. Ожидание ответа затянулось на месяцы. Казаки повторно подали жалобу графу Григорию Орлову, затем добились приёма у президента Военной коллегии графа З. Чернышёва. Как рассказывали позднее казаки, последний в ответ на жалобы рассвирепел и так ударил Кирпичникова, что «жизни лишил было», остальных прогнал, приказав перед этим высечь плетьми. Лишь в начале декабря 1771 года Екатерина в повелении обер-прокурору Сената князю А. Вяземскому написала, что жалоба казаков «многими лжами и клеветами наполнена», что они также клевещут на графа Чернышёва, что челобитчики «те самые плуты, кои для своей корысти раздувают беспокойство междоусобное на Яике». Тем не менее, проект приговора казакам был слегка смягчён — согласно ему 43 казаков, в число которых включили и имя Кирпичникова, должны были, «обрезав бороды, отправить для написания в службу в полки Второй армии», для остальных остались три внеочередных наряда в отдалённые команды.
Делегацию яицких казаков вызвали в Военную коллегию, где им была вручена конфирмация приговора генерала Давыдова. Выяснив, что их жалоба была проигнорирована, казаки поспешили покинуть здание Военной коллегии, оставив пакет с утверждённом приговором «по выходе в Коллежской зале». Узнав об этом, Чернышёв приказал догнать челобитчиков и арестовать их, но схватить успели лишь шестерых из них. Остальные во главе с Кирпичниковым, переодевшись в «ямское платье», поспешили тайно покинуть Петербург и направились на Яик, прибыв в Яицкий городок в начале января 1772 года.

## Начало восстания
Генерал Траубенберг, сменивший в декабре 1771 года Давыдова на посту руководителя следственной комиссии, не стал дожидаться приговора из Петербурга и приказал немедленно восстановить порядок в Яицком войске. В качестве первоочередной меры он приказал арестовать семерых наиболее «непослушных» казаков и после наказания их плетьми отправить в Оренбург для записи их в армейский полк. Но при конвоировании, в 40 верстах от города, конные казаки напали на караул и отбили шестерых из арестованных. Конвой был вынужден вернуться в Яицкий городок с оставшимся арестантом, доложив Траубенбергу о том, что в нападении участвовали около двух сотен казаков, от которых они «насилу отстрелялись». Траубенберг объявил, что войско взбунтовалось, и отправил сообщение в Оренбург с требованием прислать дополнительную команду для проведения разбирательства и наказаний. Многие из казаков «непослушной» стороны предпочли выехать из города и укрыться на время на дальних хуторах.
В это же время, утром 9 января, в Яицкий городок вернулись сбежавшие из Петербурга депутаты во главе с Кирпичниковым. Как докладывал позднее один из офицеров Траубенберга: «Как скоро из Санкт-Петербурга бегавший туда сотник Кирпичников с товарищи приехал, то подле самого городка встречен был больше нежели как пятистами казаками». Надежды казаков на хорошие вести от депутатов были сразу разрушены. В этот момент прибыли офицеры правительственного отряда, заявившие, что члены делегации по приказу Траубенберга должны быть изолированы под присмотр лекаря и караула, под предлогом врачебного осмотра и карантина. Собравшиеся казаки не позволили задержать депутатов.
Два дня 10 и 11 января прошли в заочном противостоянии. Траубенберг отправлял посыльных и старшин с требованием к Кирпичникову явиться в войсковую канцелярию. Кирпичников, чувствуя за собой поддержку подавляющего большинства казаков, демонстративно отказывался. По приказу генерала были арестованы часть «непослушных» казаков, из числа собиравшихся вокруг дома мятежного старшины, но и казаки войсковой стороны избили нескольких представителей войсковой старшины, а двоих даже «бивши смертельно поленьями бросили в студёный погреб». Постепенно в городе возникло два непримиримых центра противостояния. Казаки старшинской стороны пробирались явно и тайком к войсковой канцелярии, вокруг которой было выставлено 30 орудий, направленных вдоль примыкающих к ней улиц. Казаки войсковой стороны ежедневно собирались у дома отставного казака Михаила Толкачёва, ставшего неформальным их лидером, с каждым часом выдвигая всё более радикальные требования. Выступая на этом кругу, Кирпичников заявил, что он якобы привёз из Петербурга указ императрицы, в котором она даровала право казакам во всём поступать по собственному усмотрению. Все беды казаков Екатерина, по словам Кирпичникова, возложила на графа Чернышёва, но узнав о его интригах, «что всё граф мудрствует, весьма сожалеет». Нехитрая ложь, тем не менее, возымела воодушевляющее действие. Уверенные в своей правоте, казаки войсковой стороны отклонили все увещевания и требования Траубенберга.

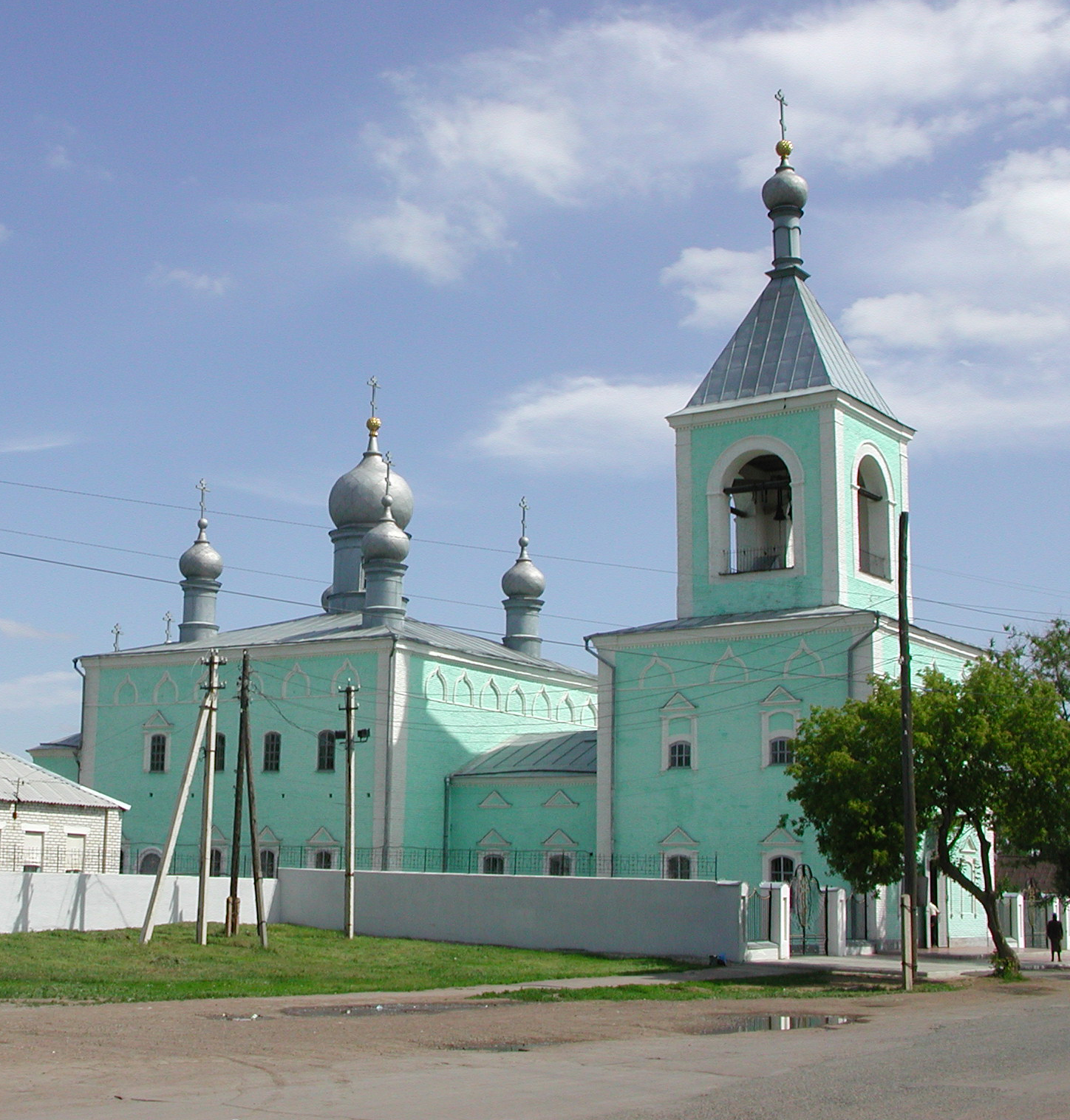
Михайло-Архангельский собор

12 января у дома Толкачёва был созван войсковой круг. Сотники Иван Кирпичников и Афанасий Перфильев предложили ещё раз обратиться к генералу Траубенбергу с просьбой сместить старшин и на следующее утро пойти к Траубенбергу мирной процессией, со священниками, иконами, с семьями, чтобы убедить генерала в отсутствии желания воевать и попросить его поверить войску. На круге мнения разделились, большинство приняло решение попытаться решить дело путём вручения Траубенбергу петиции. Но часть казаков считала эту затею бессмысленной, требуя решить дело силой. Многие после круга не разошлась по домам, а ночевали тут же у костров. Утром 13 января у дома Толкачёва собралась почти все казаки с семьями, очевидцы называли число от 3 до 5 тысяч человек. Отсюда они отправились в Петропавловскую церковь, где был отслужен молебен. Затем с образами и пением молитв процессия медленно двинулась по главной улице города на юг, к Михайло-Архангельскому собору и Войсковой канцелярии. Пройдя часть пути, манифестанты ещё раз направили к капитану Дурново своих представителей — казака Шигаева и священника Васильева. Они передали просьбу к Траубенбергу — уехать с солдатами из города по-мирному. На переговоры, кроме Дурново, вышли также войсковой атаман Тамбовцев и войсковые старшины Бородин и Суетин. Капитан Дурново обещал, выгадывая время, что войска и Траубенберг скоро уедут из города, но вместе с тем подтвердить это публично всем собравшимся казакам отказался. Шигаев убеждал также атамана и старшин повиниться перед войском, говоря, что иначе «доведёт, помилуй Бог, до кровопролития; войско теперь не отстанет от своего предприятия. Дурново и генерал не допустят, может, оное до себя и будут палить из пушек, а народ де не утерпит тогда, так ведь сами знаете, что выйдет дело дурное». Но атаман и старшины лишь повторили требование Траубенберга всем разойтись по домам.
По позднейшим показаниям, во время переговоров часть казаков непослушной стороны, пешие и конные, дворами, закоулками, скрываясь под яром Чагана, пробирались вплотную к войсковой канцелярии. Дурново показывал, что в Войсковой канцелярии видели, что около пятисот казаков рассредоточились по огородам вокруг главной площади. Тем временем, когда основная процессия с пением молитв, неся впереди большую и почитаемую икону Богородицы, снова медленно двинулась вперёд, Траубенберг приказал Дурново открыть по толпе огонь картечью из пушек в упор. Затем дали залп из мушкетов драгуны. Сразу же погибло более 100 человек — мужчин, женщин, детей. Раненых было существенно больше. Часть процессии стала разбегаться и прятаться в домах по сторонам улицы, другие помчались к себе домой за оружием, третьи даже безоружные остались на месте. Из боковой улицы появился отряд вооружённых казаков. Он быстро рассыпался по казачьим домам и открыл ответный огонь из-за укрытий и с крыш. Стрельба велась по артиллеристам и вскоре большинство из них либо перебили, либо разогнали. Затем казаки, как вооружённые, так и безоружные, атаковали позицию артиллерии. Сначала они захватили одну пушку, а вскоре — все остальные. Позиция была прорвана. Драгуны за пушками дрогнули и панически побежали. За ними побежали и казаки «старшинской партии». Очевидцы рассказывали, что казаки развернули захваченные пушки и дали несколько выстрелов. При этом, вероятно из-за слишком больших положенных зарядов, две пушки разорвались. Безоружные казаки схватили брошенные драгунами ружья. Генерал Траубенберг с офицерами и атаман Тамбовцев со своими сторонниками пытались укрыться в каменном доме Тамбовцева, но казаки и «несколько баб и девок с дреколием» догнали их. Траубенберг попытался спрятаться под крыльцо, его достали, зарубили саблями и бросили на мусорную кучу. Были убиты атаман Тамбовцев, старшины Митрясов, Колпаков, С. Тамбовцев, капитан Долгополов, поручик Ащеулов, 6 солдат. Ранены и попали в плен капитан Дурново, поручик Скипин, старшина Суетин, 25 драгун. Остальные драгуны попали в плен невредимыми. Из 200 «послушных» казаков убито 40 человек, ранено 20. Потери «непослушных» казаков неизвестны.

## Мятежное войско
Все выжившие офицеры и солдаты были разоружены, многие были избиты. Избиты были и казаки послушной стороны, многих за волосы протащили по городу к местам заключения под стражу. Досталось и купцам, находившимся в тот момент в городе, так как, по большей части, они имели дела с зажиточными казаками старшинской стороны. Вечером 13 января набатным колоколом был созван круг, на котором было сформировано новое руководство Яицким войском. Было решено не выбирать войскового атамана, вместо него была избрана коллегия из трёх войсковых поверенных: Василия Трифонова, Терентия Сенгилёвцева и Андрея Лабзенёва. К моменту восстания все трое пребывали в заключении по приказу Траубенберга. Были смещены все старшины и сотники, принадлежавшие старшинской стороне. Многими казаками владело воодушевление: «Сколько б сил каких не было, никто преодолеть нас не может!» Несмотря на возражения вновь избранных старшин, большинством голосов на круге было решено казнить войскового дьяка Суетина и писаря Сюгунова, оформлявших многие несправедливые решения прежних атаманов и старшин. В разговорах ссылались на легендарные грамоты от московских царей, где войску якобы были дарованы многие свободы и право жить по своему усмотрению. Впрочем, было много и осторожных и трезво рассуждавших казаков, кто не разделял оптимизма своих товарищей, призывал придать всем действиям как можно более законный характер. Поэтому, когда следом на круг вывели пленённых старшин, то после многих споров было решено не казнить их, а содержать под арестом. В течение двух дней совместными усилиями были написаны челобитные к Екатерине II, великому князю Павлу Петровичу, оренбургскому генерал-губернатору Рейнсдорпу, казанскому архиепископу Вениамину, в которых попытались объяснить выступление значительными злоупотреблениями старшинской стороны и несправедливостью следственной комиссии. В посланиях казаки просили вернуть выборность атаманов и старшин, дабы иметь возможность смещения с должностей неугодных и проворовавшихся, выдать задержанное жалованье, перевести войска из подчинения Военной коллегии под власть отдельных царских приближённых (например, Орловых). Для поездки в Петербург были выбраны четверо делегатов, в их числе Максим Шигаев.
Раненого капитана Дурново из-под ареста перевели под уход войсковых лекарей. После того, как здоровье раненых солдат и офицеров улучшилось, все члены правительственного отряда были отпущены в Оренбург. С ними оренбургскому губернатору отправили значительный запас рыбы и икры, рассчитывая на примирение. Тем временем, войсковые поверенные при участии других казаков составили текст новой присяги, к которой 15 января привели всех казаков войска, включая бывших в заключении сторонников старшинской партии. После обряда принятия присяги всех казаков заставили просить друг у друга прощения, для восстановления мира и единства в войске. Присягу скрепили подписями.
11 февраля в Санкт-Петербурге в Государственном совете было заслушано донесение от оренбургского генерал-губернатора Рейнсдорпа о событиях в Яицком городке. Рейнсдорп предлагал не предпринимать немедленных действий, но дождавшись весны и момента, когда большая часть казаков выедет из города на весеннюю плавню — ловлю севрюг, занять город с регулярными войсками, приведя казаков «в послушание» и переменив управление войском. 16 февраля в Петербург прибыла делегация казаков во главе с будущим сподвижником Пугачёва Максимом Шигаевым. Немедленно по прибытии вся делегация была арестована и помещена в Петропавловскую крепость. В тот же день на Государственном совете было принято решение о направлении в Яицкий городок карательной экспедиции под командованием генерал-майора Ф. Ю. Фреймана. 26 марта был издан рескрипт императрицы Екатерины II оренбургскому губернатору Рейнсдорпу в связи с восстанием яицких казаков. Тем временем, в Яицком городке решили направить в Петербург ещё одну группу депутатов от войска из девяти человек во главе со станичным атаманом Морковцевым.
У правительства и императрицы Екатерины был ещё один повод поспешить с ликвидацией бунта в Яицком войске, так как он получил широкую огласку. Весной 1772 года неожиданный оборот получила попытка призвать в Московский легион казаков от Волжского войска. В ходе волнений и выражения недовольства казаки неожиданно заявили, что в станицах на Волге объявился «император Пётр III», сумевший скрыться после переворота в пользу его супруги. За императора выдали беглого крепостного Федота Богомолова. Взбунтовавшиеся волжские казаки арестовали офицеров, прибывших за пополнением в легион, пытались захватить столицу Волжского войска Дубовку, но были разбиты. Богомолов был арестован, но вскоре была предпринята попытка освободить его из тюрьмы в Царицыне и переправить на Дон. Приготовление не осталось незамеченным, в ходе столкновений в Царицыне был тяжело ранен комендант города полковник Цыплетёв, но попытка мятежа была подавлена.
В это время в Яицком городке были предприняты попытки в спешном порядке усилить войско в военном отношении. К началу восстания вся артиллерия яицких казаков была рассредоточена по крепостям и форпостам пограничной линии вдоль реки Яик; Войсковая канцелярия выдала предписание направить в Яицкий городок половину от всего состава казачьих гарнизонов, а также все пушки. Кроме того, в казачество были записаны большинство крепостных, находившихся в Войске и переселённых. По всей пограничной линии были смещены со своих постов прежние атаманы крепостей, назначены новые из числа восставших. Для войсковых нужд были конфискованы деньги арестованных представителей старшинской стороны, на оставшихся на свободе накладывались денежные штрафы. Также были конфискованы лошади. Тем не менее оружия не хватало, многие казаки имели при себе лишь пики, луки и холодное оружие. Ожидая неминуемого столкновения с правительством, казаки поспешили принять меры для замирения со своими ближайшими соседями. В казахские степи были отпущены все содержавшиеся заложники-«аманаты», отбитый в набегах скот, 24 марта султану Айчуваку вернули 200 лошадей.
При этом большая часть приготовлений происходила беспорядочно и непоследовательно, часть казаков ратовала за необходимость продолжения попыток переговоров с властями, часть — за более решительные действия, казнь арестованных старшин. Состав Войсковой канцелярии постоянно менялся, вследствие чего часть распоряжений отменялась, а затем выпускалась вновь. Когда один из трёх войсковых поверенных Сенгилевцев выехал из войска сопровождать раненного капитана гвардии Дурново, радикально настроенные казаки настояли на избрании на его место 70-летнего казака Неулыбина. Известный своей строптивостью, Неулыбин в прежние годы много раз подвергался аресту, был отправлен в ссылку. С его приходом в руководстве мятежного войска произошёл полный разлад. Старавшиеся найти мирные выходы после случившегося в январе Трифонов и Кирпичников пытались призвать казаков к умеренности в требованиях к правительству. Но радикально настроенная часть войска вместе со вновь выбранным поверенным Неулыбиным настаивали на более решительных мерах. В марте двое из поверенных нашли повод отстранить Неулыбина, вместо него на этот пост был выбран Никита Каргин. Губернатор Рейнсдорп в апреле направил в Яицкий городок своего представителя, оренбургского казака, полковника Углецкого, который за несколько лет до описываемых событий исполнял обязанности наказного атамана Яицкого войска. В течение двух дней, 28 и 29 апреля, на созванном войсковом кругу с участием Углецкого казаки пытались найти способ замирения с правительством при сохранении основ независимости Яицкого войска. Умеренные казаки предлагали отпустить всех арестованных старшин в Оренбург, убедив их похлопотать за земляков. Радикально настроенные предлагали уповать лишь на решение императрицы и не слушать никого более. Не придя ни к какому решению, казаки отпустили Углецкого, который доложил в Оренбурге, что его миссия оказалась безуспешной. Но при этом Углецкий отметил, что из-за споров и невозможности казаков договориться между собой, «никаких у них, войска Яицкого, к сопротивлению приуготовлений он не видал».

## Сражение у Ембулатовки
15 мая 1772 года Оренбургский корпус под начальством генерал-майора Фреймана выдвинулся к Яицкому городку, в его составе находилось 2519 драгун и егерей, 1112 конных оренбургских казаков и ставропольских калмыков, около 20 орудий. 16 мая казаки Генварцева форпоста сообщили поверенным в Яицкий городок, что корпус Фреймана видели на подходе к Илецкому городку. Илецкие казаки, в свою очередь, сообщили, что Фрейман затребовал у них приготовить к его подходу 275 лошадей с телегами, а местный протопоп грозит расправами яицким смутьянам. Вскоре эти сведения подтвердил ещё один казак Илецкого городка, он сообщил также, что за ним была снаряжена погоня, «чтоб в войско Яицкое известия не подал». Объявленный ранее сбор оружия, пороха и боеприпасов шёл крайне медленно, что объяснялось непоследовательностью распоряжений войсковой канцелярии, отсутствием контроля за ходом выданных распоряжений.

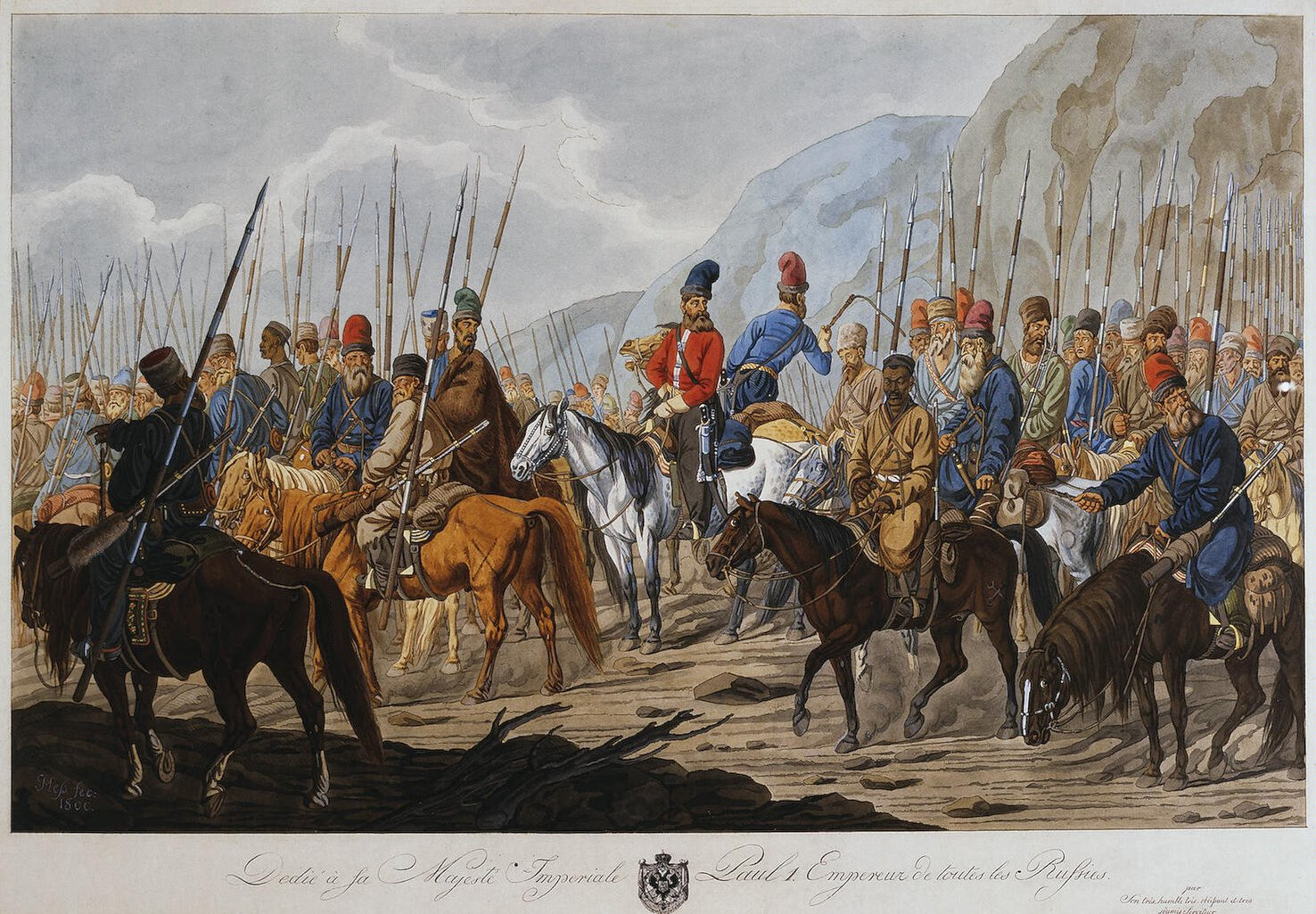
Яицкие казаки в походе (акварель конца XVIII века)

Надежда на помощь со стороны казахов была разрушена активными дипломатическими и военными мерами со стороны губернатора Рейнсдорпа. Накануне выхода корпуса Фреймана губернатор в послании Нурали-хану предложил ему присоединиться к походу правительственных войск, сообщив одновременно, что левым («бухарским») берегом Яика следует «особливый корпус». Его задача — содействие Фрейману, но Нурали-хан прочитал эту завуалированную угрозу и предпочёл устраниться от участия в событиях. 27 мая корпус Фреймана переправился через реку Иртек в непосредственной близости от земель мятежного войска. Яицкие казаки, большей частью отправившиеся на весеннюю плавню — лов севрюги, были срочно отозваны в Яицкий городок. Был созван войсковой круг, на котором казаки в течение нескольких дней не могли прийти к единому мнению — встретить ли Фреймана почтительно или выступить навстречу для отпора. Наиболее радикально настроенные выступавшие предлагали принять сражение, а разбив Фреймана, идти на Оренбург, «по пути возмутить помещичьих людей на побег и принимать их в своё войско». Позднее Фрейман писал Екатерине II: «Нравами ж оные яицкие казаки упрямы, горды, зверски злобственны, как и сие намерение доказывает, что по разбитии меня хотели идти чрез Волгу в Россию». Но на второй день круга верх взяли более умеренные настроения. Было принято решение встретить Фреймана у Генварцева форпоста на границе войска и убедить не продвигаться далее. Сначала передовой отряд в 400 казаков под командованием походных атаманов И. Пономарёва и И. Ульянова, а через два дня и основной отряд в 2000 казаков под командованием В. Трифонова выдвинулись вверх по Яику.
В основной отряд Трифонова были насильно зачислены и казаки старшинской стороны, что отрицательно сказалось на его боевой сплочённости. В Яицком городке оставили по жребию лишь 200 человек. Из всех свезённых пушек смогли отобрать лишь 12 пригодных, при этом пороха было лишь около 15 пудов, что было явно недостаточно для боя с регулярными войсками. Призыв казаков старшинской стороны сразу же дал о себе знать. В то время, как казаки готовили рейд с целью напасть на хозяйственный обоз Фреймана у Иртецких Россошей, несколько «послушных» казаков сбежали и предупредили правительственный отряд. Фрейман приказал передовым колоннам прекратить движение, чтобы растянувшиеся по дороге подразделения собрались плотнее. Убедившись, что засада потеряла смысл, Пономарёв и Ульянов скомандовали казакам занять позицию на берегу реки Ембулатовки (недалеко от нынешнего села Рубёжинского).
1 июня яицкие казаки отправили к Фрейману для переговоров сотника А. Перфильева, ещё одного из будущих ближайших сподвижников Пугачёва, в сопровождении ещё двух казаков. Перфильев при встрече с Фрейманом заявил, что казаки Яицкого войска «в великом сумнении о марширующих с реченным генерал-майором командах и артиллерии», спросив «для чего и по какому указу они идут к Яицкому городку?». Одновременно, Перфильев постарался преувеличить численность казаков, сообщив, что на Ембулатовке «примерно до трёх тысяч человек, которые имеют при себе ружья, копья, стрелы и сабли», и в Яицком городке «для защищения оного довольно осталось казаков». Кроме того, Перфильев потребовал выдать всех перебежчиков — казаков старшинской стороны. Фрейман не поддался на нехитрые уловки, потребовав в свою очередь выдать сейчас же всех зачинщиков мятежа, а затем отправиться в Яицкий городок и ожидать там прибытия его команды. Перфильеву ничего не оставалось, как только завершить переговоры гордым заявлением: «Мы на речке Ембулатовке все помрём, а в городок не пустим!»
Фрейман атаковал казаков на рассвете 3 июня и сумел застать их врасплох, по показаниям казаков — «командою на рассвете приступил к ним и напал на них в такое время, что они ещё не приготовлены были к отпору». Казаки упустили момент, когда правительственный отряд продвигался по узкому проходу между холмами. Вскоре Фрейман вышел на открытый участок степи, где он смог перестроить свои силы в правильные колонны. Опомнившиеся казаки атаковали его левый фланг, одновременно поджигая сухую траву, чтобы под прикрытием дыма скрыть свои перемещения. Впрочем, дым вмешался и в их действия, как писал в донесении Фрейман, казаки «подвезя к лощине пушки, стреляли весьма поспешно, но как дым наводить им мешал, то ядра их все через летали». Корпус Фреймана открыл ответный огонь из пушек, в то время, как солдаты торопились лопатами скосить траву, чтобы остановить распространение огня. Казаки перегруппировались и вновь атаковали правительственный отряд, на этот раз с правого фланга, стараясь отбросить солдат к берегу реки. Фрейман бросил во встречную атаку конные отряды оренбургских казаков и калмыков, заставив яицких казаков вновь отступить и занять позиции на возвышенностях по обе стороны дороги, по которой предстояло продвигаться правительственному корпусу. Первый день сражения не принёс очевидного результата обеим сторонам, но было заметно, что правительственная артиллерия вела огонь намного эффективнее, по сравнению с пушками повстанцев.
Несмотря на это, яицкие атаманы отправили гонцов в город с известием, что корпус Фреймана в земли войска «допущен не был» и казаками были захвачены 8 пленных. В Яицком городке был отслужен благодарственный молебен, после которого постановили отправить на Ембулатовку поздравления и наказ «всех переколоть, а генерала привести в город». Женщины с образами прошли крестным ходом через все церкви и часовни, после чего «искали по домам послушной стороны мущин и били их».
Тем временем, на рассвете 4 июня Фрейман ложно продемонстрировал, что собирается направить свой отряд к переправе через Ембулатовку, приказав при этом разместить тайно на возвышенности у переправы 4 пушки под прикрытием 400 гренадер, огородив позиции рогатками. Расположения остальных частей также были огорожены рогатками, так что атаки повстанческой конницы были бы затруднены. Казаки атаковали правительственный корпус, но безуспешно, после чего вынуждены были начать отступление к реке, попав под огонь засадной батареи. Тем временем весь корпус Фреймана двинулся в атаку, при этом солдаты переносили рогатки перед фронтом. Казаки поспешили переправить свои пушки на правый берег Ембулатовки, а затем переправились и сами, оставив на левом берегу лишь небольшой заслон. Фрейман занял под позиции своих батарей все господствующие высоты у переправы. Перегруппировавшись, конные яицкие казаки вновь вернулись на левый берег, в то время, как пушки и пехота пытались с правого берега поддержать их огнём. Но их позиции были в низине и казаки не смогли организовать прицельную навесную стрельбу. Атаковавшим Фреймана пришлось вернуться, после чего казаки решили отступить к Яицкому городку. Фрейман не смог преследовать их немедленно, продолжив движение к городку лишь на следующий день 5 июня, после ремонта мостов, возов, телег и пушечных лафетов.

## Поражение восстания. Следствие и наказания
Потерпев поражение, вернувшиеся казаки призвали всех жителей оставить Яицкий городок и двигаться на юг в сторону персидской границы. Вскоре около 30 тысяч человек, не менее 10 тысяч возов, скот и лошади скопились у переправ. Обозы с большей частью населения переправились через Чаган. В этой суматохе родственники сумели освободить находившихся в заключении казаков старшинской стороны, бежав с ними навстречу Фрейману. В ночь на 6 июня царские войска вошли в Яицкий городок и решительными действиями воспрепятствовали уничтожению переправы. На переговоры с переправившимися казаками были отправлены сотники Витошнов и Журавлёв, которым было поручено объявить, что всех, кто не вернётся в город, правительственные войска будут преследовать и казнить. После переговоров и призывов вернуться без опасений, постепенно большинство жителей Яицкого городка вернулись в свои дома.
Потери казаков оказались значительны, подсчёт Фреймана показал, что в городе «дворов 128 осталось пустых после убитых и неявившихся». Фрейман объявил город на осадном положении. Войска были выведены из города и расположились лагерем неподалёку. Постоянный караул и артиллерийская батарея были помещены у войсковой канцелярии. Другие батареи были расположены на городском валу, с задачей открыть огонь по городу в случае необходимости. Улицы города патрулировали конные разъезды драгун. В результате поражения восстания были запрещены сборы войсковых кругов, власть в войске отныне переходила к комендантской канцелярии во главе с комендантом подполковником И. Д. Симоновым. В войске была введена неслыханная ранее должность полицмейстера, которым был объявлен старшина И. Тамбовцев, брат убитого в начале восстания войскового атамана, позднее старшина М. Бородин. Вернувшиеся в городок бежавшие старшины и члены их семей мстили своим обидчикам, грабили дома казаков под предлогом возвращения своего имущества, а также помогали в розыске бежавших активных участников восстания, указывая места их возможного укрытия. За поимку мятежников казакам старшинской стороны выплачивали денежные награды. Самым тяжёлым наказанием стал недопуск участников восстания к рыбной ловле, поставивший большую часть яицких казаков на грань разорения.
Тем временем, около 300—400 казаков, справедливо полагая, что возвращение в Яицкий городок для них могло обернуться казнью, решили покинуть земли войска и направиться к Волге и, возможно, далее на Кубань. В поиск за ними был отправлен отряд из 900 солдат в сопровождении некоторых старшин. Фрейман оповестил о беглецах также астраханского губернатора Бекетова. В результате совместных действий многие из зачинщиков восстания, включая Трифонова, Кирпичникова, были схвачены и доставлены в Яицкий городок. Но не менее половины сумели скрыться от преследования в степи между Яиком и Волгой. Тем временем, к Яицкому городку неожиданно подошло многотысячное казахское войско, вызвав панику у жителей города. Фрейман приказал казахским старшинам немедленно покинуть земли Яицкого войска, и хотя в ответ на его угрозы казахи ответили, что у них тоже «ружья, стрелы и копии есть», столкновения удалось избежать. Был ли это запоздалый отзыв на призыв мятежников о помощи, или казахи хотели воспользоваться моментом неурядиц у их соседей с целью грабежа, осталось неизвестно.
Одной из первоочередных мер, предпринятых Фрейманом в Яицком городке, стала попытка провести перепись казаков с целью выявления лиц, не имеющих прав считаться казаками и находившихся на Яике незаконно. К 1 июля результаты переписи были готовы, но они не устроили генерала, попытки укрыть довольно многочисленное неказачье население предприняли даже лояльные власти старшины. Попытки уговорить Фреймана удовлетвориться этими результатами ни к чему не привели и перепись была объявлена повторно. В этот раз было велено переписать всех, начиная от 10-летнего возраста. Следом Фрейман объявил о предстоящей реструктуризации войска и введении новых, ранее отсутствовавших в Яицком войске званий. Завершить намеченное лично Фрейман не успел, 2 августа он получил приказ губернатора Рейнсдорпа вернуться в Оренбург. В Яицком городке остались две лёгкие полевые команды под общим командованием коменданта подполковника Симонова, в помощь которому был прикомандирован полковник барон фон Билов. Симонову были оставлены подробные инструкции об организации агентурной работы с осведомителями внутри войска, поддержании строжайшего запрета на любые сборы казаков, арестах при малейшем подозрении на неповиновение и розыске тех, кто до сих пор скрывался после поражения восстания.
Симонов продолжил начатую реорганизацию Яицкого войска. Отныне оно было поделено на 10 полков по 533 казака в каждом, новым штатом были установлены звания полковников, есаулов, сотников, хорунжих и урядников. Правительственный гарнизон, в течение лета остававшийся за городским валом, к осени было решено перевести на городские квартиры. Симонов и Билов проследили, чтобы в домах участников восстания поселили не менее двух солдат, представители старшинского лагеря были избавлены от постоя. Мятежные настроения среди казаков на время приутихли, так как, лишившись участия в весенних и осенних рыбных ловлях, казаки войсковой стороны с нетерпением ждали зимнего багренья, которое должно было обеспечить обнищавшие семьи средствами на жизнь. Но покоя Симонову не давали ходившие разговоры о царицынском «Петре III», а в ноябре по войску прошёл слух, что «царь» побывал и в Яицком городке и лично говорил с казаком Денисом Пьяновым. Царём Петром назвался беглый донской казак Пугачёв, приехавший в городок за рыбой и арестованный после возвращения из ноябрьской поездки на Яик. Слухи о его визите всколыхнули притихшее было войско, одни не хотели верить в «скрывавшегося государя», призывая не нарушать едва установившееся замирение с правительством. Но многие из казаков, кто не хотел признавать поражения, ухватились за эти известия, как за новую надежду, особенно те из них, кто скрывался и не мог вернуться в свои дома. Как показывал позднее на допросах Иван Зарубин (Чика), в описываемый период скрывавшийся среди прочих на Узенях: «Мы же-де, казаки войсковой стороны, все уже о том думали и дожидались весны; где ни сойдёмся, говорили войсковые все: „Вот будет государь!“ И как придёт, готовились ево принять».
Надежды на то, что правительство «смилуется и простит» казаков за восстание 72 года, были разрушены весной следующего 1773 года. Правительственная комиссия в Оренбурге завершила следствие по делу бунта и представила проект приговора, повергший казаков на Яике в ужас. Все казаки, избранные в ходе восстания в поверенные и атаманы, таких было 11 человек, были приговорены к четвертованию. Ещё 40 человек, в основном из числа выбранных в сотники — к повешению, а троих — к отсечению головы. Ещё 13 казаков после наказания плетьми надлежало отправить солдатами в полки Второй армии. Но на этом комиссия не остановилась, всех детей приговорённых от 15 лет и старше, которых насчитали 316 человек, было предписано записать в солдаты, а тех, кто не годился к службе по здоровью — наказать плетьми. Впрочем, приговор не устроил губернатора Рейнсдорпа, который потребовал изменить его с целью добиться «с одной стороны — строгости, с другой — высочайшего милосердия». В результате его правки надлежало четвертовать уже 26 казаков, а из числа остальных приговорённых к смерти — выбрать 15 человек по жребию и повесить, остальных бить кнутом и отправить в ссылку в Сибирь. Это же наказание ждало всех до сих пор скрывавшихся участников восстания. На всех прочих представителей войсковой стороны должны были быть наложены крупные денежные штрафы. За их же счёт надлежало соорудить монумент на месте гибели генерала Траубенберга.
Проекты приговора, от следственной комиссии и с правками Рейнсдорпа, были направлены в Петербург для конфирмации. После рассмотрения представленных проектов приговора, Екатерина II приказала Военной коллегии значительно смягчить их положения. Согласно окончательному приговору, утверждённому императрицей, 16 казаков, из числа названных приговорёнными к смертной казни, полагалось, «наказав кнутом, вырвав ноздри и поставя знаки, сослать в Сибирь на Нерчинские заводы навечно». Другую группу в 38 казаков — после битья кнутом, но не клеймя и не вырывая ноздрей, также сослать в Сибирь на поселение вместе с семьями. 31 человек подлежали отправке в армейские полки, участвующие в войне с турками, а тех, кто не способен к службе, — в сибирские гарнизонные батальоны. Данный, значительно смягчённый, приговор был приведён в исполнение 10 июля 1773 года в Яицком городке, куда были доставлены все находившиеся в заключении в Оренбургском остроге зачинщики восстания. При этом из числа приговорённых к казни были полностью прощены те, кто уговорил казаков не казнить пленных офицеров и старшин, всего 6 человек. В их число попал, в частности, Максим Шигаев, уговоривший не убивать раненного капитана Дурново. Всем остальным казакам войсковой стороны от имени императрицы было также объявлено прощение, что не отменяло требований выплаты наложенного штрафа — всего более 35 тысяч рублей. Приговор своим страшным по жестокости массовым наказанием произвёл тяжёлое гнетущее впечатление на казаков.

## Итоги восстания
Публичное исполнение приговора участникам восстания в Яицком городке, как и наложенные на остальных казаков, не попавших в число приговорённых к ссылке, значительные денежные штрафы, должны были сломить мятежные настроения казаков войсковой стороны. На деле, эта цель не только не была достигнута правительством, но, более того, лишь дополнительно озлобило потерпевших поражение казаков, усилило утихшие было протестные настроения. А. С. Пушкин, беседовавший с участниками событий шестьдесят лет спустя, отразил эти настроения на страницах «Истории Пугачёва», записав, что когда приговорённых к ссылке казаков выстраивали для этапирования, в толпе их товарищей раздались сочувственные возгласы: «То ли ещё будет! Так ли мы тряхнём Москвою!» Наложенные на казаков войсковой стороны крупные денежные штрафы были непосильными по размеру и оскорбительными и неприемлемыми по характеру. По словам оренбургского чиновника и историка академика Рычкова, из общей суммы штрафа власти сумели собрать лишь 12 тысяч рублей, «а остальных и взять не с кого было, ибо от строгого взыскания немалое число казаков разбежалось». Бегство казаков из числа непослушных из городка усилилось с объявлением приговора, они присоединялись к своим товарищам, скрывавшимся на Узенях с момента военного поражения восстания. Там сформировалось готовое и сплочённое ядро будущего выступления, для которого лишь требовался повод. Понимая, что большое количество казаков войсковой стороны находится в отчаянном настроении и готовы к новому выступлению при первом подходящем предлоге, умеренная верхушка войска попыталась добиться смягчения участи приговоренных и снижения сумм наложенных штрафов. В Петербург, втайне от коменданта Симонова, были направлены А. Перфильев и И. Герасимов, вручившие челобитную от войска графу Алексею Орлову. Но её рассмотрение затянулось.
Тем временем, слухи о «скрывающемся царе Петре III» продолжали ходить среди казаков. В начале августа 1773 года в землях войска объявился бежавший из тюрьмы в Казани Пугачёв. Казаки из числа скрывавшихся на Узенях и их единомышленники из Яицого городка (Чика Зарубин, Шигаев, Мясников, Караваев и другие), поспешили встретиться с самозванцем. Часть приняла историю спасения и странствий государя за чистую правду, но многие прекрасно распознали в Пугачёве такого же казака, как и они сами, но «вздумали назвать сего Пугачёва покойным государем Петром Фёдоровичем, дабы он… восстановил все наши прежние обряды». Пугачёв уверил их, что «под именем ево могу взять и Москву, ибо прежде наберусь дорогою силою и людей будет у меня много, а в Москве и войска никакого нет». Яицкие казаки решили, что отныне пытаться добиться своих целей лишь в землях войска невозможно, а нужно «бояр… всех истребить, надеясь на то, что сие наше предприятие будет подкреплено и сила наша умножится от чёрного народа…» До нового, куда более обширного, потрясшего на этот раз всю империю, выступления яицких казаков оставалось чуть более месяца.